# 孟庄子
孟庄子（？—前550年），姬姓，魯国孟孙氏第6代宗主，名速，世稱仲孙速，谥號庄，是孟獻子的儿子。前555年，参加联合晋国、宋国、鲁国、卫国、郑国、曹国、莒国、邾国、滕国、薛国、杞国、小邾国对齐国的战争（平阴之战）一直打到临淄西门（雍门）。孟庄子砍伐了一棵橁树，准备拿回去为鲁襄公制琴。。前553年春，结盟莒国，秋天，攻打邾国。
魯襄公二十三年（前550年），孟庄子去世，在丰点、公鉏的推动下，舍弃长子孺子秩，以仲孙羯继承宗主，就是孟孝伯。曾子引用孔子的话评价孟庄子：“吾闻诸夫子，孟庄子之孝也，其他可能也；其不改父之臣与父之政，是难能也。”

## 家庭
- 父=孟獻子仲孫蔑
- 长子，孺子秩
- 子，孟孝伯仲孫羯